# حادثة جاتو الجوية 1948
كارثة جاتو الجوية حصلت يوم الإثنين 5 أبريل من عام 1948 عندما اصطدمت طائرة مدنية تابعة للخطوط الجوية البريطانية الأوروبية من نوع فايكنغ بالجو مع طائرة مقاتلة تابعة للقوات الجوية السوفيتية من نوع يوكوفليف-3، وقد مات جميع الركاب على متن الطائرة المدنية بمن فيهم الطاقم بالإضافة إلى قائد الطائرة السوفييتية

## الحادث
كانت الطائرة المدنية في رحلة مقررة لها من المملكة المتحدة إلى قاعدة جاتو Gatow الجوية البريطانية بالجزء الخاضع لها من برلين، وحصل الحادث عندما حاولت الهبوط بعد عمل دورة حول المطار. شهود العيان أكدوا بأن طائرة الفايكنغ اتجهت يسارا قبل الهبوط حيث كانت المقاتلة عملت تحويلة تحتها ثم ارتفعت للأعلى بحدة مما قطع جناحها الأيمن جناح الفايكنغ الأيسر. تأثير الصدمة فصل كلا الجناحين وارتطمت الفايكنغ بالأرض داخل النطاق السوفييتي بقرية هننبرغ حوالي ½2 ميل شمال غربي جاتو فانفجرت هناك، والطائرة السوفييتية ارتطمت بحقل مزرعة داخل النطاق البريطاني. جميع من كانوا بالطائرتين قد مات, الشهود قالوا بأن الطائرة الحربية كانت تعمل استعراضا جويا قبل الاصطدام، ولم يخبر السوفييت برج القاعدة البريطانية عن ذلك، وادعوا بأن المقاتلة كانت في طريقها للهبوط بالقاعدة السوفيتية. وقد تم فحص حطام الطائرة العسكية فوجد ان عجلات الهبوط لا تزال بوضع القفل ولم تنزل وهذا لم يكن محتملا.

## ما بعد الكارثة
بالبداية ظهرت قناعة بأن الحادث كان متعمدا من جانب الطيار السوفييتي، فالحاكم العسكري البريطاني لألمانيا السير براين روبرتسون ذهب مباشرة إلى نظيره السوفييتي المارشال فاسلي سوكولفسكي لتقديم الاحتجاج. فقدم له سوكولفسكي عميق الأسف على ماجرى وأكد له بأن الحادث لم يكن متعمدا، مما بدا بأن روبرتسون قد اقتنع، وعلى كل الأحوال فقد ألغى قرارا اصدره قبل ذلك بضرورة توفير مقاتلة لحماية طائرات النقل البريطانية الداخلة الخارجة من قاعدة جاتو (الإدارة الأمريكية كانت قد أصدرت قرارا مماثلا، ولكنها قد الغته أيضا).
كانت هناك بعض الإشكالات التي ظهرت مباشرة مع السوفييت بسبب الحادث. فآلات الإطفاء والإسعاف تم ارسالهم من جاتو إلى موقع الحادث للفايكنغ، وقد سمح لهم مبدئيا بالدخول إلى الجانب السوفييتي ولكن طلب منهم بعدها بقليل الخروج من المكان. وقد دخل الجنود السوفيييت النطاق البريطاني بعد حادث الاصطدام وعملوا شريطا حول طائرتهم المنكوبة. فوصل الآمر العام البريطاني لبرلين اللواء هيربرت إلى المكان وطلب منهم المغادرة، ولكن الضابط المسئول رفض التحرك من مكانه. فوصل الآمر العام الروسي بعد ذلك إلى المكان فوافق على المغادرة ولكن يبقى حارسا واحدا، بالمقابل يبقى حارس بريطاني على حطام طائرة الفايكنغ.

## التحقيقات
تم عمل لجنة تحقيق بريطانية-سوفياتية في 10 أبريل. مثل اللواء اليكساندروف الجانب السوفياتي وقد رفض الاستماع إلى إفادات الشهود الألمان والأمريكان، مدعيا بأن الشهادة البريطانية والسوفياتية قد أوضحت الأمر وأن الألمان غير جديري بالثقة. وقد توقف البريطانيون عمل أي إجراء قائلين بأنهم غير قادرين على المضي قدما بهذه الأسس.
في هذا الشأن عقدت محكمة تحقيق بريطانية بطلب من روبرتسون واقيمت في برلين ما بين 14 و 16 أبريل. وقد وجدت المحكمة بأن الحادث كان عرضيا، والخطأ الذي سبب الحادث كان بمجمله من جانب الطيار السوفياتي وان طيارا الفايكنغ لم يكونا ملامين بالحادث. ولكن أعلن السوفيات بأن الحادث بمجمله كان سببه الطائرة البريطانية، التي ظهرت فجأة من بين الغيوم واصطدمت بالمقاتلة.التحقيقات البريطانية استمعت إلى افادات تقول بأن الفايكنغ كانت تطير على ارتفاع 1500 قدم أي أقل من قاعدة الغيوم والتي كانت 3000 قدم.